# Здрастуй, це я!
«Здрастуй, це я!» (вірм. «Բարեւ, ես եմ») — радянський художній фільм 1965 року, знятий на кіностудії «Вірменфільм».

## Сюжет
1942 рік. Двоє друзів, обидва талановиті фізики, продовжують робити важливу для країни роботу. На фронті гине Люся, кохана Артема. Проходить час, але пам'ять про неї живе в серце вченого, сильніше стає гіркота втрати. У фільмі пронизливо звучать ноти пам'яті, любові, зради… Червоною лінією, що підкреслює сюжет, є минуле.

## У ролях
- Армен Джигарханян —  Артем Манвелян
- Ролан Биков —  Олег Пономарьов
- Наталія Фатєєва —  Люся
- Маргарита Терехова —  Таня
- Фрунзе Довлатян —  Зарян
- Галя Новенц —  Назі
- Юлія Севела —  Ольга, дружина Олега
- Клавдія Козльонкова —  мати Тані
- Алевтина Рум'янцева —  покоївка в готелі  (немає в титрах)
- Гарій Черняховський — епізод

## Знімальна група
- Режисер — Фрунзе Довлатян
- Сценарист — Арнольд Агабабов
- Оператор — Альберт Явурян
- Композитор — Мартин Вартазарян
- Художники — Рафаель Бабаян, Грайр Карапетян